# Нина Берберова
Нина Николаевна Берберова е руско-американска писателка и поетеса, авторка на произведения в жанровете биография и мемоари, позната най-вече с разказите си за руснаците в изгнание.

## Биография
Берберова е родена на 26 юли 1901 г. (стар стил; 8 август по нов стил) в Санкт-Петербург. Баща ѝ е арменец, майка ѝ е рускиня. Отраства в Санкт-Петербург.
Още като дете пише стихове. Последната ѝ година в училище е белязана от големи събития: руските революции (1917), Брест-Литовския мирен договор с Германия (1918).
Напуска Русия с поета Владислав Ходасевич през 1922 г. Живеят в Берлин и други градове в Европа. Установяват се в Париж през 1925 г. Там тя дружи с много от руските емигранти – Анна Ахматова, Владимир Набоков, Борис Пастернак, Марина Цветаева и Владимир Маяковски.
В междувоенния период Берберова се отдалечава от дадаистките, сюреалистичните и авангардните кръгове, които според нея остават безразлични към руските творци емигранти.
Емигрира в САЩ през 1950 г. Омъжва се за Джордж Кошевицки, пианист и учител по руски, през 1954 г. Започва да преподава руска литература в Йейлския университет от 1958 г. Придобива американско гражданство през 1959 г. Продължава да пише – главно повести и литературна критика. През 1963 г. напуска Йейл и заминава за Принстънския университет, където преподава руска литература до пенсионирането си през 1971 г. Установява се във Филаделфия през 1991 г.
Към края на живота си среща голям успех във Франция, като немалка част от произведенията ѝ са публикувани посмъртно. Измежду по-известните са нейната автобиография „Аз подчертавам“ (излязла на френски през 1989 г.) и „Компаньонката“ (1985), от която се появява едноименният филм от Клод Милър. Пише и първата биография на композитора Пьотр Илич Чайковски през 1936 г., предизвикала разногласия заради началото ѝ, свързано с хомосексуалността на композитора.
Нина Берберова умира във Филаделфия на 26 септември 1993 г.

## Произведения
- Последние и первые. Роман из эмигрантской жизни (1930)
- Повелительница (1932)
- Аккомпаниаторша (1935) – мемоари
- Чайковский. История одинокой жизни (1936)
- Бородин (1938)
- Без заката (1938)
- Александр Блок и его время (1947)
- Облегчение участи (1949)
- Дело Кравченко. История процесса (1949)
- Памяти Шлимана (1958)
- Курсив мой. Автобиография (1972)
- Железная женщина. Биография (1981)
Желязната жена, изд.: ИК „Колибри“, София (2019), прев. Белла Цонева
- Стихи, 1921—1983 (1984)
- Люди и ложи (1986)

### Екранизации
- 1992 L'accompagnatrice
- 2009 L'affaire Kravchenko – документален